# Happy Home
«Happy Home» — песня датского диджея Hedegaard и группы Lukas Graham. Она была написана вместе с Лукасом Фокамером. Выпущена на лейбле Copenhagen Records в сотрудничестве с Universal Music Дании. Сингл занял 1 место в хит-параде Дании. Песня стояла в ротации на датской радиостанции Р3.
После исполнения песни на норвежском ток-шоу была трижды сертифицирована как «платиновая» по продажам в Норвегии, взяв 4 место на VG-lista, официальном норвежском чарте синглов. Кроме того, песня попала в топ-40 официального Шведского хит-парада sverigetopplistan.

## Награды
В 2014 году Hedegaard выиграл премию «Продюсер года» за хит «Happy Home» в Danish Music Awards.

## Чарты
| Чарт (2015)                | Позиция |
| -------------------------- | ------- |
| Дания (Tracklisten)        | 1       |
| Норвегия (VG-lista)        | 4       |
| Швеция (Sverigetopplistan) | 40      |

### Сертификации
| Регион | Сертификация  | Продажи    |
| --- | ------------- | ---------- |
| Дания (IFPI Danmark) | Золотой       | 15 000^    |
| Streaming |               |            |
| Дания (IFPI Danmark) | 3× Платиновый | 7.800.000^ |
| * Данные о продажах приведены только на основе сертификации. · ^ Данные о тиражах приведены только на основе сертификации. · Данные о продажах + прослушиваниях приведены только на основе сертификации. |               |            |